# Серед лотофагів (Зоряний шлях)
Серед лотофагів (Among the Lotus Eaters) — четверта серія другого сезону американського телевізійного серіалу «Зоряний шлях: Дивні нові світи». Сценарій епізоду написали Кірстен Беєр і Дейві Перез; режисування Едуардо Санчез. Перший показ відбувся 6 липня 2023 року.

## Зміст
USS «Enterprise» і USS «Cayuga» проводять дослідження подвійної зоряної системи. Капітанка Марі Батель займається приємним проведенням часу із Пайком. Уна питає щодо останніх звітів, Пайк пояснює — наступні півгодини він буде без зв'язку поза межами червоної тривоги. Батель отримує подібне повідомлення від Ухури з «Каюги», яка вимагає корекції курсу — що може почекати. Батель має подарунок для Пайка: наріжний камінь опелійського мореплавця, який вона знайшла на Галті — щоб направляти заблукалих моряків додому. Батель отримує ще одне повідомлення — від адмірала Елдона. Вона приймає його на персональній станції Пайка.
Через деякий час Батель повертається до столу, виглядаючи дещо засмученою. Пайк здогадується — очікуване підвищення Батель дісталося іншому офіцеру, Вільяму Гірі. Батель пояснює, що адмірал Пасалк «карає» її за те, що вона не змогла виграти суд над Уною. Пайк хвилюється, вважаючи стосунки на відстані важкими, і тепер зв'язок із ним поставив під загрозу її кар'єру. Батель гірко називає свій час «ідеальним» і різко йде, щоб повернутися на свій корабель. Уна дзвонить знову, цього разу з новинами від Командування Зоряного Флоту щодо Рігеля VII.
Уна пояснює, що вони були на Рігелі VII за п'ять років до того — під час звичайного дослідження віддаленої планети класу М. Було відкрито Калар, цивілізацію бронзового віку, організовану за кастовою системою, з класом воїнів і правлячим класом. Ла'ан цікаво, чому місія тривала лише чотири години з екстреною евакуацією. Уна підтверджує, що вони не змогли провести належне обстеження, оскільки десантна група зіткнулася з деякими ускладненнями. Пайк уточнює — вони потрапили в засідку і втратили трьох людей; їм довелося евакуюватися до колонії Вега, перш ніж травми Спока досягли критичного рівня. Ортегас дивується, чому вони поверталися, і Уна пояснює, що сканування не могло проникнути в атмосферу планети, тому вони не були готові; Зоряний флот кожні кілька років проводив далекі фотозйомки планети. Вони провели таке обстеження тиждень тому і виявили, що Калари використовували знаки розрізнення Зоряного Флоту як власні — це означало, що вихідний десант щось залишив. Невелика група мала б спуститися на поверхню, щоб оцінити рівень культурного забруднення та, якщо можливо, виправити його. Пайк пам'ятає, що минулого разу вони ходили в формі, і не збирається повторювати цю помилку.
Уна зауважує, що «Каюга» відійшла поспішно, а Пайк зізнався, що вони з Батель проводили час окремо. Уна вказує на те, що він панікує. Уна вважає, що Батель йому пасує, але Пайк намагається відмахнутися від цього. Уна м'яко докоряє йому. Потім вони звертають увагу на місію.
Ортегас одягається в одяг Каларів, щоб приєднатися до десанту з Ла'ан і М'Бенгою. Ла'ан не вірить, що Ортегас насправді також носитиме капелюх. Лікар виглядає потішеним від жартів, коли вони наздоганяють Пайка (теж в одязі Калара) і Спока (без нього) у коридорі. Спок повідомляє про поле уламків, яке вони записали під час свого попереднього візиту, яке ніби спускається, перетинаючи кілька точок вздовж орбітальної площини «Ентерпрайза». Спок вважає, що це, ймовірно, зіткнення двох великих небесних тіл, які оберталися навколо Рігеля VII століття тому. Ортегас переглядає дані, і встановлює, що їй потрібно буде коригувати вручну кожні двадцять хвилин. Пайк береться пілотувати шатл — бо колись він був льотчиком-випробувачем.
Пайк керує шатлом, спостерігаючи атмосферні збурення, спричинені зіткненнями роки тому. М'Бенга вважає, що такий удар знищив би половину планети, і Пайк погоджується. Їм доведеться пройти двадцять кілометрів через ворожу територію. Приземляючи човник, Пайк також зазначає, що вони не можуть ризикувати подальшим впливом, тому не візьмуть із собою стандартне спорядження. Пайк особливо хотів Ла'ан і М'Бенгу, тому що знав — вони можуть впоратися в бою, а Калари були воїнами. Ла'ан раптом чує дзвін у вухах, який дезорієнтує її. Коли в її голові прояснюється, вона на поверхні планети, йде з Пайком і М'Бенгою. Вона зізнається, що відчуває запаморочення. М'Бенга вважає — це може бути дзвіну вухах, спричинений висотою, і пропонує відвезти їх назад до човника. Ла'ан здивована, коли Пайк згадує, що вони за були шість годин від шатла, відчуваючи, ніби щойно вирушили. Пайк запитує М'Бенгу, чи вважає він, що їм варто повернутися. Лікар не бачить нічого поганого, окрім миттєвого замішання. Вони повинні розбити табір до настання ночі. Коли Ла'ан йде попереду них, М'Бенга висловлює свою стурбованість капітану.
Коли вони спостерігають за фортецею Калар, Ла'ан також бачить дельту Зоряного Флоту над головними воротами, перш ніж знову дезорієнтуватися через дзвін у вухах. Пайк задається питанням, чи мав рацію М'Бенга, і вони повинні повернутися до шатла на світанку. Ла'ан різко зупиняє його, коли вона помічає щось у підзорну трубу та простягає її Пвйку. Він бачить двох охоронців біля воріт із фазерами Зоряного Флоту. Він пригадує — Спок стікав кров'ю, коли вони пробивалися назад до шатлу, і визнає, що в той час не стежив за їхнім спорядженням. За мить прибігає М'Бенга, кажучи, що у них була компанія. Шість каларських воїнів підходять позаду нього, Пайк намагається застосувати дипломатичний підхід. Лідер групи піднімає свій фазер і каже, що знає — вони із Зоряного флоту. М'Бенга також відчуває дзвін у вухах, і дезорієнтується, плутанина зникає, коли їх приводять у фортецю.
Їх приводять до лідера Каларів. Його колишнього йомена, Зака Нгуєна, якого він вважав убитим у бою під час висадки п'ять років тому. Нгуєн звинувачує Пайка, що той залишив його, не перевіривши — живий він чи ні. Пайк згадує, що бачив знак Зоряного флоту в саду фортеці, а Нгуєн розповідає — він носив форму під мантією Калар. Калар прийняв знак Зоряного Флоту як свій символ, і він став їхнім королем, «Верховним лордом Закаріасом». Пайк засмучений такими обставинами, але зазначає, що йому вдалося вижити. Нгуєн зауважує, що Рігель VII не був «нормальною планетою», запитуючи, чи зрозуміли вони, як важко було думати, і згадує про дзвін у вухах. Радіація на планеті вплинула на мозок, потім йде втрата часу, загострення почуття страху, втрата пам'яті — і невдовзі вони стануть Каларами. Пайк благає його повернутися на корабель, але Нгуєн відчуває, що шляху назад не було — він порушив Головну директиву, озброївши місцевих жителів технікою Зоряного флоту та зробивши себе королем. Крім того, йому було б приємно спостерігати за стражданнями Пайка — як страждав він. Він радіє, що Рігель VII змінив людей, і він з нетерпінням чекав, коли це спрацює на них.
Пайк раптово охоплений дезорієнтацією, приходить до тями в клітці з М'Бенгою та Ла'ан. Пайк починає відчувати симптоми, описані Нгуєном; Ла'ан непритомна у кутку клітки, але коли Пайк починає її будити, вона б'є його по обличчю. Здається, вона навіть не може згадати свого імені. Пайк намагається зібрати крихти пам'яті, вважаючи, що джерелом радіації були парові отвори вулкана, але зрештою теж не розуміє, чому вони там опинилися.
На борту «Ентерпрайза» Ухура також починає чути дзвін у вухах, ледве чуючи спостереження Спока, і чує, як Ортегас саркастично коментує. Ухура, зосереджуючись на станції, готується надіслати звіт про ситуацію на ретранслятор UFP, але Уна збентежена — вона що замовила це дві години тому. Ортегас віджартовується. Уна наказує Ухурі негайно з'явитися в лікарню. Ухура погоджується, визнаючи, що почувається дезорієнтованою. Ортегас пропонує, щоб хтось пішов з нею, і Уна погоджується. Коли Ортегас вказує на поле уламків, Уна відповідає, що вона літала на «Ентерпрайзі» раніше.
У лікарні Ухура повідомляє про дзвін у вухах, і головний біль. Медсестра Чапель дивиться на сканування мозку Ухури, яке показує значну синаптичну деградацію в лобовій, тім'яній і скроневій частках. Вона дає Ухурі заспокійливе. Ортегас повідомляє — півгодини тому Ухура була в порядку, але тепер щось блокує її нервові шляхи. Чапель вважає — це може бути що завгодно — вірусна чи бактеріальна інфекція або вплив навколишнього середовища. Коли Ортегас вирушає, Спок повідомляє про невідкладну медичну допомогу: шість членів інженерної бригади зазначили гостру втрату пам'яті.
У фортеці Калар охоронці відчиняють клітку, Ла'ан забивається в куток. Охоронець каже їм рухатися або голодувати, але всі просто злякано дивляться на нього. Поки вони дивуються, чому опинилися в клітці, один чоловік каже, що у них не було тотема, який би їх вів, але пропонує допомогти їм визначитися. М'Бенга не знає нікого з них, але чоловік зазначає — вони, можливо, знали одне одного все життя, вказуючи на їхні кольори. Синій одяг Пайка означає, що він повинен працювати в каменоломні, зелений одяг М'Бенги — що він був дроворубом. Пайк дивиться на знак Зоряного Флоту на воротах, наче це має для нього якесь значення, і запитує чоловіка, чому він такий спокійний. Чоловік відповідає — щоранку прокидався біля свого «тотему».
Пайк і Ла'ан працюють у каменоломні, а М'Бенга рубає дрова. Пайку не подобається не знати, що відбувається, тоді як Ла'ан протестує проти примусових робіт, але чоловік каже, що їхня робота була «благословенням», що дає їм мету. Пайк запитує, чи це був сон, але чоловік каже, що калар у палаці робив видіння. Вони не забули глибоко відомих речей — ходіння, говоріння, інші речі глибоко всередині — але забувають інше — свою ідентичність і те, де вони жили. Пайк дивується, як може працювати суспільство, коли вони щовечора все забувають. Чоловік каже, що калари в палаці не забули, але ті, хто був у полі, мали «картинки» та один одного, щоб керувати ними. Завдяки татуюванню на руці він знав, що його звуть Люк. Пайк і Ла'ан не мають жодних «картин». Капітан також носить наріжний камінь опеліанського моряка, який подарувала йому Батель — він знає, що це подарунок від когось. Люк каже йому, що емоції можуть направляти їх туди, куди не могли сягнути спогади. Охоронці Калара наказують їм повернутися до роботи. Коли Люк йде, Пайк вказує Ла'ан, що залишилося лише двоє охоронців — але ніхто, здається, не хоче вибиратися.
Охоронці Калара кажуть Люку поспішити, а Пайк намагається говорити від його імені, кажучи, що йому боляче. Охоронець попереджає, що «польовий Калар» має робити, і Пайк вступає з ним у бій. Другий охоронець наступає, і Ла'ан поспішає на допомогу зі своїм молотком. Вона теж нокаутує суперника, але не раніше, ніж охоронець дістає ніж і вдаряє її в живіт. М'Бенга кидається, щоб натиснути на рану. Пайк визнає, що він, мабуть, цілитель, лікар. Ла'ан вважає, що їм потрібно сховатися, і Люк погоджується.
Чапель повідомляє про симптоми Уні, яка також відчуває ї: шум у вухах, мігрень, втрата пам'яті. Третина екіпажу вже постраждала. Входить Спок, роздаючи особисті файли старших офіцерів корабля, щоб нагадати їм, ким вони є. За його оцінками, протягом наступної години вони не зможуть обслуговувати критичні станції. Уна запитує теорії, а Чапель вважає, що це якесь екзотичне випромінювання. Спок вважає — джерелом є сама планета, оскільки симптоми почали проявлятися після того, як вони прибули. Він пропонує підвести корабель від планети. Уна, хоча її пам'ять починає погіршуватися, твердо наполягає, щоб вони не зупиняли десант. Спок запевняє, що не має наміру цього робити, але повинен поставити безпеку всього екіпажу на перше місце, і просить дозволу змінити курс. Уна погоджується, але каже йому триматися ближче, вона могла тільки уявляти, як це вплинуло на десантну групу. Спок наказує Ортегас вивести в пояс уламків — мінеральний склад захистить їх від радіоактивних ізотопів. Потім Спок передає їй її особисту справу на випадок, якщо вона забуде. «Я керую кораблем» — повторює Ортегас.
Люк приводить десант до хатини з табличкою, що відповідає символам на його руці — тобто це був його дім. Ла'ан кладуть на ліжко, М'Бенга каже Пайку, що її рана глибока і складна для лікування. Люк каже, що вони повинні дозволити їй померти. М'Бенга пам'ятає, що Ла'ан його друг. Пайк каже, що він не бажає дозволити їй померти, Люк називає це «благословенням» — що вони не запам'ятають страждань її смерті, забувши, що це сталося взагалі. Боги проголосили, що буде два типи Каларів: ті, хто пам'ятає, і ті, хто забуває щодня. Люк згадує легенду про те, що всередині палацу була скриня, яка допомогла їм пам'ятати. Люк, розуміючи, що Пайк налаштований серйозно, погоджується допомогти, але вони повинні зробити це до того, як почнеться наступне забуття.
Люк веде їх до місця біля палацу, де вони обережно кладуть Ла'ан на землю. Пайк просить Люка залишитися з нею та пропонує повернути його пам'ять, коли вони знайшли скриньку. Люк відмовляється, кажучи залишити його. Люк закочує другий рукав, показуючи символи, які він намалював, хоча не пам'ятає чому. Тотеми, пояснює він, переходили від батьків до дітей, але він не мав кому віддати свій. Він знав, що відсутність, втрата, і знання цієї історії не полегшить його горя. М'Бенга зазначає — він все ще несе тягар, і запитує, чи хоче знати, чому. Люк позбавився потреби пам'ятати, і визнає, що боїться болю. Ла'ан швидко втрачає силу. Пайк підтверджує — їм доведеться підійти ближче; саме тоді з'являється шум у вухах.
На борту «Ентерпрайза» Спок і Ортегас відчули дезорієнтацію, а потім повну втрату пам'яті. Ортегас повертається у турболіфт, збентежена комп'ютером — який запитує пункт призначення, і вона наказує доставити її «додому». Турболіфт починає спускатися на шосту палубу. Коли ліфт відкривається, вона бачить кількох членів екіпажу, включно з Чапель, у різних станах розгубленості.
Пайк долає дезорієнтацію, спричинену шумом у вухах, стоячи позаду одного з охоронців, а М'Бенга атакує іншого. Охоронець торкається М'Бенги своїм фазером, перш ніж Пайк збиває його. М'Бенга бачить, що з ним все буде добре, але не може спиратися на ногу. Пайк передає йому зброю іншого охоронця і каже стримувати їх якомога довше.
Ортегас в своїй кімнаті, кличе комп'ютер (який, на її думку, є людиною), просячи допомоги. Спочатку комп'ютер запитує, чи потрібна їй медична допомога, але Ортегас відповідає — вона хоче «втекти». Комп'ютер запитує, чи хоче вона прокласти курс — ця фраза має для неї значення, але вона не знає, хто вона і чому це для неї щось означає. Комп'ютер ідентифікує її за ім'ям і посадою. Ортегас починає повторювати ім'я разом із фразою «Я керую кораблем». Рішуче налаштована, вона повертається на місток і бере кермо, прокладаючи маршрут у пояс уламків.
Пайк входить до палацу, підстрілюючи вартових, перш ніж зіткнутися з Нгуєном у тронній залі. Після короткої перестрілки Пайк обеззброює Нгуєна та кидає на підлогу. Нгуєн поступається, а Пайк вимагає скриню з їхніми спогадами. Нгуєн розуміє, що Пайк почув історію, і каже, що це нереально. Пайк починає бити його ногами, вимагаючи знати, як палацовий Калар має свої спогади, а він і його друзі ні.
Ортегас, тепер більш впевнена в собі, керує «Ентерпрайзом» крізь поле уламків. Коли вона починає летіти прямо на великий астероїд перед ними, Спок вважає, що було б доцільно уникати цього, але Ортегас відповідає, що не було часу. Використовуючи корабельні фазери, вона прорізає астероїд і проводить корабель.
Пайк обшукує тронний зал, поки не натрапляє на ящик із припасами Зоряного флоту — це інструменти, а не спогади. Пайк, тримаючи в руці трикодер, розуміє, що речі справді здаються чимось знайомими. Нгуєн нагадує, що астероїд зіткнувся з Рігелем VII тисячі років тому, і палац був зроблений з руди, яка захищала їх від випромінювання — з тієї ж руди виготовляли палацові шоломи Калари. Пайк не вірить, але Нгуєн наполягає, що це правда. Пайк розуміє — Нгуєн знає, хто він. Пайк вимагає, щоб він перестав сміятися, і б'є його кулаком по обличчю, майже схлипуючи. Нгуєн, все ще регочучи, каже йому, що його подруга помре. Пайк дістає свій фазер і спрямовує його на Нгуєна. Дзвін на мить дезорієнтує Пайка, перш ніж він опускає фазер. Тепер, впізнавши чоловіка біля своїх ніг, він запевняє свого колишнього підлеглого, що не збирався його вбивати. Нгуєн запитує, що буде далі. Пайк відповідає, що повертає його додому, а решту вирішить Зоряний Флот.
М'Бенга у приміщенні може вилікувати травму Ла'ан. Люк сидить на сходах, занурений у спогади. Він згадує, що у нього був син, який був дуже схожий на самого Пайка. Потім він показує на камінь, який носить Пайк, і запитує, хто йому його дав. «Хтось, перед ким мені потрібно вибачитися» — відповідає Пайк.
Десант повертається на «Ентерпрайз», де Спок зміг створити гармоніку екрану, щоб блокувати випромінювання, яке спричинювало втрату пам'яті. Пайк вирішує остаточно вирішити проблеми Калара: видалити астероїд з поверхні. Спок сумнівається, чи це не буде це порушенням Головної директиви. Але Пайк вважає — один астероїд змінив тисячі років історії планети, що не є природним розвитком. Спок визнає, що логіка капітана є слушною. Два шатли піднімають астероїд з поверхні, щоб «Ентерпрайз» забрав його притягуючим променем. Астероїд викидається в поле уламків, подалі від планети.
Батель зустрічається з Пайком, запитуючи про направлення двох зоряних кораблів для звичайної передачі полонених. Батель прочитала звіт, зазначивши, що у нього були неприємні дні. Пайк розуміє, що місія показала йому дещо про нього самого та їхні стосунки. Він піднімає наріжний камінь, який Батель йому подарувала, і просить пробачення. Бо таким чином Батель повернула Пайка додому — це сталося на Рігелі VII. Батель цілує його і натякає на приватні обставини.
Ти знайшла мене і повернула

## Сприйняття та відгуки
На сайті «Rotten Tomatoes» епізод станом на липень 2024 року отримав 100 % оцінки ž оглядачів.
В огляді «StarTrek.com» зазначалося: «Rапітан Пайк і його десантzbq pfusz, повертаючись на планету, яка накопичує трагічні спогади, забувають усе — включно з власними ідентичностями, коли моє справу із привидом зі свого минулого.»
В огляді «Den of Geek» зазначено: «Це епізод, який не лише пропонує новий контекст для одного з небагатьох канонічних фактів, які ми знаємо про час Крістофера Пайка на „Ентерпрайзі“, але й те, що може багато сказати про людську природу. І про те, що робить нас тими, ким ми є. Крім того, це чудова година „Зоряного шляху“, яка поєднує класичні науково-фантастичні лінії з елементами легкого горору, дозволяючи акторам грати різні версії самих себе. Навіть якщо це підтверджує силу емоційних зв'язків їхніх героїв.»
«TV Tropes» здійснює детальний розбір аналогій, неспівпадінь та недоречностей епізоду.
В огляді «TrekMovie.com» зазначено: «„Дивні нові світи“ продовжує виконувати свою обіцянку щодо великої кількості жанрів із кожним епізодом. А також більшої емоційної глибини, якої вони прагнуть досягти у 2 сезоні. Серіал все ще використовує короткі шляхи або допускає логічні помилки, щоб потрапити туди, куди необхідно. Це емоційно, але врешті-решт зазвичай ватре того. Сезон 2 продовжує залишатися гідним наступником вражаючого першого сезону.»
На сайті «IMDb» станом на липень 2024 року епізод отримав 7.3 з 10 зірок схвалення при 3900 голосах.

## Знімались
| Актор             | Роль                     |
| ----------------- | ------------------------ |
| Енсон Маунт       | Крістофер Пайк           |
| Ітан Пек          | Спок                     |
| Крістіна Чонг     | Ла'ан Нуньєн Сінгх       |
| Джесс Буш         | Кристина Чапель          |
| Селія Роуз Гудінг | Нійота Ухура             |
| Мелісса Навія     | Еріка Ортегас            |
| Бабс Олусанмокун  | Доктор М'Бенга           |
| Ребекка Ромейн    | Номер Один               |
| Рід Бірні         | Луг                      |
| Девід Гюйн        | Зак Нгуєн                |
| Мелані Скрофано   | Батель                   |
| Тревор Колл       | переляканий член екіпажу |
| Тарек Гадер       | член екіпажу             |
| Алекс Капп        | комп'ютер «Ентерпрайза»  |
| Ной Ламанна       | Джей                     |
| Емека Менакая     | Тіко                     |
| Сімон Нортвуд     | Рак                      |